# Nikolai Fraiture
Nikolai Fraiture, född 13 november 1978 i New York, är basist i bandet The Strokes. Han har fransk-ryskt påbrå och pratar flytande franska. Hans mor var lärare och hans pappa säkerhetsvakt. Fraiture är kanske den enda från the Strokes som inte har haft en uppväxt full av privilegier - han levde tillsammans med fem andra släktingar i en lägenhet på två rum. Han har också en 13 år yngre syster vid namn Elizabeth och en äldre bror vid namn Pierre.
Under för- och grundskolan gick Fraiture tillsammans med bästa vännen och framtida bandkamraten Julian Casablancas. Han gick även på Lycée Français De New York under gymnasiet.
Även om Fraiture var intresserad av musik redan i en tidig ålder började han inte spela bas förrän han var 19 år gammal. Hans morfar hade köpt honom en bas i studentpresent, men Fraiture gav bort den till Casablancas. Det var inte förrän ett år senare när han kontrakterade Rocky Mountain Spotted Fever på ett hostel i New Orleans som han började spela seriöst. Vid den tiden läste han på Hunter College med framtida bandkamraten Nick Valensi. Efter ett tag bildade han tillsammans med vännerna Casablancas, Valensi och Fabrizio Moretti ett band. Vid senare repetitioner träffade han även Albert Hammond Jr.
Som instrument har han en Fender Jazz Bass (samma modell som hans farfar gav honom) samt en Rickenbacker. På senare tid har han även setts spela på en Fender Precision Bass och en Music Man StingRay
Fraiture är gift med en engelsk kvinna vid namn Ilona. TIllsammans fick de sommaren 2004 dottern Elysia. 